# Cellarinella virgula
Cellarinella virgula är en mossdjursart som beskrevs av Hayward och Ryland 1991. Cellarinella virgula ingår i släktet Cellarinella och familjen Sclerodomidae. Inga underarter finns listade i Catalogue of Life.